# Roing
Roing è una suddivisione dell'India, classificata come census town, capoluogo del distretto della Bassa Valle del Dibang, nello stato federato dell'Arunachal Pradesh. In base al numero di abitanti la città rientra nella classe 
IV (da 10.000 a 19.999 persone).

## Geografia fisica
La città è situata a 28° 08' 40 N e 95° 50' 30 E.

## Società

### Evoluzione demografica
Al censimento del 2011 la popolazione di Roing assommava a 11 389 persone, delle quali 6 064 maschi e 5 325 femmine. I bambini di età inferiore o uguale ai sei anni assommavano a 1.157.